# Tambores (Uruguay)
Tambores es una localidad uruguaya, cuya administración es compartida por los departamentos de Paysandú y Tacuarembó. El sector correspondiente al departamento de Paysandú forma parte y es sede del municipio homónimo.

## Geografía
La localidad se ubica, sobre la cuchilla de Haedo (límite natural entre los departamentos de Paysandú y Tacuarembó). El camino interdepartamental que sigue esta cuchilla separa en dos a la localidad y además la conecta con la ruta nacional N° 26. La localidad es atravesada por la línea de ferrocarril Montevideo - Rivera y posee su estación en el km 408. La capital departamental Tacuarembó se encuentra a 40 km, mientras que Paysandú se ubica a 200 km.

## Historia
La localidad fue oficializada como pueblo el 21 de agosto de 1936 por ley 9.588 y elevada a la categoría de villa el 15 de octubre de 1963, por ley 13.167.Un dato a acotar, es que el pueblo fue un campo de albergue nazi durante la Segunda Guerra Mundial.

### Toponimia
Se dice que el origen de la palabra Tambores es por la forma de tambor que tienen sus cerros. Según la leyenda, cuando el viento pasaba fuerte por allí se sentían como repiques de tambores.

## Población
Según el censo de 2023 la localidad contaba con una población de 1468 habitantes; de estos, 886 se encuentran en el departamento de Paysandú, mientras que 582 pertenecen al departamento de Tacuarembó.
| 1886          | 1508 | 1532 | 1410 | 1479 | 1720 | 1561 | 1468 |
| (Fuente: INE) |      |      |      |      |      |      |      |

## Economía
Su principal actividad económica gira en torno a la ganadería.

## Servicios

### Educación
La localidad cuenta con jardín de infantes, un Caif, dos escuelas primarias y un liceo.

### Vivienda
La localidad cuenta con cuatro conjuntos de viviendas de planes del  MEVIR.  

### Otros servicios
Dos juntas locales cada una correspondiente a cada departamento, sucursal del Banco República (BROU), Centro de Atención Ciudadana (CAC), y complejo polideportivo.

## Eventos
Todos los años se realiza en la localidad la denominada «Semana de la Integración», entre la primera y segunda semana del mes de diciembre, incluye epectáculos artísticos musicales, exposiciones, talleres, entre otras actividades que atraen a vecinos de toda la zona.